# Kung-fu Shaolin
Le kung-fu Shaolin ou Shaolin kung-fu  (chinois : 少林功夫 ; pinyin : Shàolín gōngfu ; Wade : Shao⁴lin² kung¹fu ; cantonais Yale : Siu³lam⁴ gong¹fu¹) ou Shaolin Quan (chinois : 少林拳 ; pinyin : Shàolín quán ; Wade : Shao⁴lin² ch'üan²) est un art martial chinois traditionnel, se référant à l'ancienne école du monastère Shaolin, lieu où il aurait été créé. Des centaines d'arts martiaux chinois se réclament de « l'héritage shaolin », ou d'un des monastères associés au nom « Shaolin ».

## Histoire

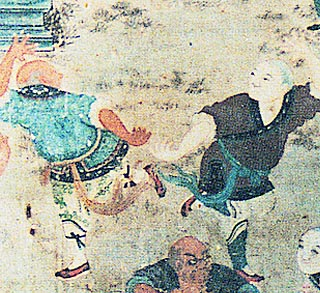
Ancienne peinture murale dans la Salle des robes blanches du Monastère Shaolin représentant des moines pratiquant les arts martiaux. Sur ce détail, un prêtre à la peau sombre (présumé indien) et un moine chinois.

On trouve la mention de la participation des moines du monastère Shaolin à des combats vers l'an 610, mais rien n'indique un style propre au monastère.

### Bodhidharma
D'après la tradition, le moine bouddhiste Bodhidharma (Ve siècle) aurait enseigné le kung-fu Shaolin aux moines du temple Shaolin, pour les aider à se défendre des animaux et des brigands qui rôdaient autour du monastère. Les recherches académiques critiquent cette thèse dès le XVIIIe siècle, et certains historiens font remonter cette légende au XVIIe siècle, avec la mention de pratiques physiques à Shaolin (Qi gong) dans des passages du Yì Jīn Jīng, dont l'authenticité (on le prétend daté du VIIe siècle) est mise en doute par les historiens (qui l'estiment postérieur au XVIIe siècle).
Le moine bouddhiste Bodhidharma a été considéré comme le créateur des arts martiaux Shaolin. Cette attribution provient d'un taoïste ayant rédigé le Yijinjing en 1624, qu'il prétendit avoir découvert. La première des deux préfaces de ce manuel retrace la succession du style qi gong à partir de Bodhidharma jusqu'au général Li Jing, à travers une chaine de saints et héros de guerre bouddhistes. Les chercheurs considèrent ce travail comme une falsification, en raison de ses nombreux anachronismes et du fait que des personnages fictifs de la littérature chinoise y soient répertoriés comme maîtres de lignée. Ling Tinkang (1757-1809), un érudit de la dynastie des Qing, décrivait déjà cet auteur comme un «maître ignorant de village».
Les recherches plus récentes démontrent que le saint patron du monastère était Bodhisattva Vajrapani, divinité révérée au moins dès le VIIIe siècle, par laquelle les moines pensaient obtenir force et compétences de combat. De même une stèle érigée en 1517 démontre que Vajrapani était considéré à cette époque comme le créateur des célèbres techniques de bâton des moines.

## Pratique

### Le salut shaolin
Le salut à distance est un geste d'harmonie et de politesse, et un symbole de non-agression (en empêchant une prise de combat, par la poignée de main). Les mains se joignent au niveau du chakra de l'air et du cœur (ou Anāhata), la main gauche ouverte (représentant le yin) posée sur le poing droit fermé (représentant le yáng). Il symboliserait que l'on retient son poing d'attaque avec son cœur. En unissant les idéogrammes « lune (du yin) » et « soleil (du yáng) », l'idéogramme « clarté (ou Ming) » se formerait. Il aurait symbolisé « renverser les Qing, et restaurer les Ming » (en chinois Fan Qing, Fu Ming) pendant l'après-guerre entre les Qing et les Ming (voir: Histoire du monastère Shaolin).

### Art martial

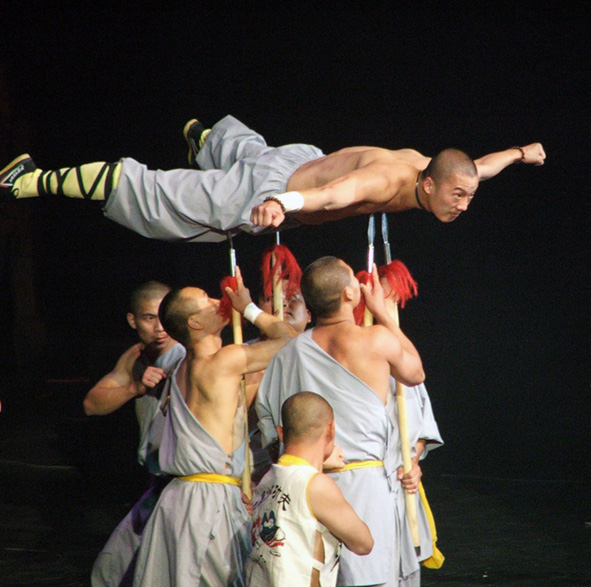
Démonstration shaolin

« Il inclut 708 séquences de routines armées et à mains nues et 156 séquences d'exercices de respiration qigong, certaines d'entre elles préservées et documentées dans des manuels historiques d'arts martiaux. » — Shi Yongxin

### Entrainement au monastère Shaolin

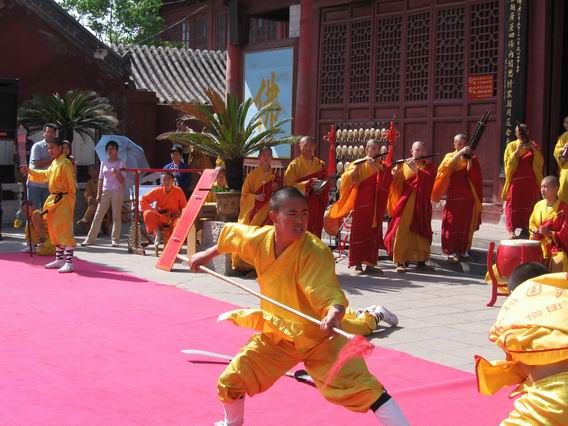
Démonstration de style Shaolin dans un monastère.

Les disciples du monastère sont de jeunes garçons sélectionnés généralement parmi les meilleurs élèves des écoles martiales de la région ou du reste de la Chine. La formation martiale de ces disciples dure généralement entre deux et quatre ans, plusieurs heures par jour. Au terme de cette période, ils peuvent devenir moines. Tous les moines n'étudient pas le bouddhisme chan (zen), ni les pratiques les plus traditionnelles (méditation, qi gong, techniques authentiques d'autodéfense). La plupart des moines se concentrent sur les démonstrations acrobatiques et les exercices de casse, afin de satisfaire les groupes de touristes[réf. nécessaire]. Les moines martiaux plus doués intègrent les tournées mondiales de démonstration, pendant quelques années.
En France, parmi les écoles perpétuant le style de Shaolin, on peut signaler "Shaolin Tao", l'école de Dan Schwarz.